# Nermina Lukac
Nermina Lukac (Montenegro, 5 januari 1990) is een Zweeds actrice.

## Biografie
Nermina Lukač werd in 1990 geboren in Montenegro. Haar familie emigreerde in 1992 naar Zweden. Ze groeide op in Munkedal en Åstorp en woont in 2018 in Helsingborg. Lukac volgde een opleiding als opvoeder en werkte voor haar filmcarrière in een recreatiecentrum in Kvidinge.
Lukac debuteerde in 2012 in de film Äta sova dö (Eat Sleep Die) van Gabriela Pichler. Voor haar rol als Raša werd ze bekroond met de Guldbagge voor beste vrouwelijke rol, de Rising Star-prijs op het internationaal filmfestival van Stockholm, de Shooting Stars Award op het internationaal filmfestival van Berlijn. Lukac ontving in 2012 ook de Helsingborgs Dagblads kulturpris. 

## Filmografie
- 2012: Äta sova dö

## Prijzen en nominaties
De belangrijkste:
| Jaar | Prijs     | Categorie     | Film        | Uitslag  |
| ---- | --------- | ------------- | ----------- | -------- |
| 2013 | Guldbagge | Beste actrice | Äta sova dö | Gewonnen |